# 十五社神社
十五社神社（じゅうごしゃじんじゃ）は、岐阜県山県市にある神社で、旧社格は郷社、岐阜県独自の社格制度では金幣社。天長3年（826年）美濃権守春原五百枝が社殿を建て、「天神大明神（あまつかみだいみょうじん」と称えて鎮祭された。
天地開闢 (日本神話)のとき生成した神世七代から初代天皇まで皇室の直系の神々、源氏の氏神が祀られていることにより、国家安泰、皇室弥栄、家内安全など人々を幸せに導く神徳を有している。
戦国時代 (日本)には、美濃守護土岐氏が氏神として崇敬していた。
徳川綱吉の命により改築された本殿が、岐阜県重要文化財に、土岐氏が奉納した越前産笏谷石製の狛犬が、山県市重要文化財に指定されている。

## 祭神
15座20柱
- 天之常立尊
- 天神七代[1]
  - 国常立尊
  - 国狭槌尊
  - 豊斟渟尊
  - 埿土煮尊・沙土煮尊
  - 大戸之道尊・大苫辺尊
  - 面足尊・惶根尊
  - 伊弉諾尊・伊弉冊尊
- 地神五代
  - 天照皇大紳
  - 天忍穂耳尊
  - 瓊瓊杵尊
  - 彦火火出見尊
  - 鵜葺草葺不合尊
- 神日本磐余彦尊
- 若帯彦尊・応神天皇[2]

## 由緒
社伝によれば、天長3年（826年）5月のある日、激しい雷と雹の中、天之常立神と天神七代、地神五代の17柱の神々が降り立ち、国内守護のためこの地に神社を祀るようにと命じて去っていったという。一説に、『美濃国神名帳』に載せる山県郡12社の中の「正四位下 裁主明神」であるという。
室町時代、土岐頼芸が大桑城城主となると、石清水八幡宮を勧請、合祀して「十五社大権現」と改称し、以後土岐氏の氏神として保護された。元禄14年（1701年）、本殿を改築（現本殿）、文化9年（1812年）、岩倉具選により「十五社大神宮」と改称された。
明治5年（1872年）、現社名に改称して村社となり、昭和19年（1944年）に郷社に昇格した。

## 神事
湯祓（湯花の神事）
古くは神前で盟神探湯が行われたと伝え、その遺風であるという。大湯釜を火に掛けて大祓詞を千度誦す。

## 文化財
岐阜県指定文化財
- 本殿[3] - 流造檜皮葺。元禄14年の造営。

山県市指定文化財
- 狛犬[3] - 天文9年（1540年）、内陣の狛犬として土岐氏により奉納された。

市指定天然記念物
- 逸見杉（へんみすぎ）[3] - 目通り5.2 mの杉の木。承久の乱の勲功で大桑郷を治めることとなった逸見重氏の手植えと伝えられる。

## 交通機関
- ハーバス大桑線「四国山香りの森公園」バス停下車、徒歩15分